# Prostitutie in Gent

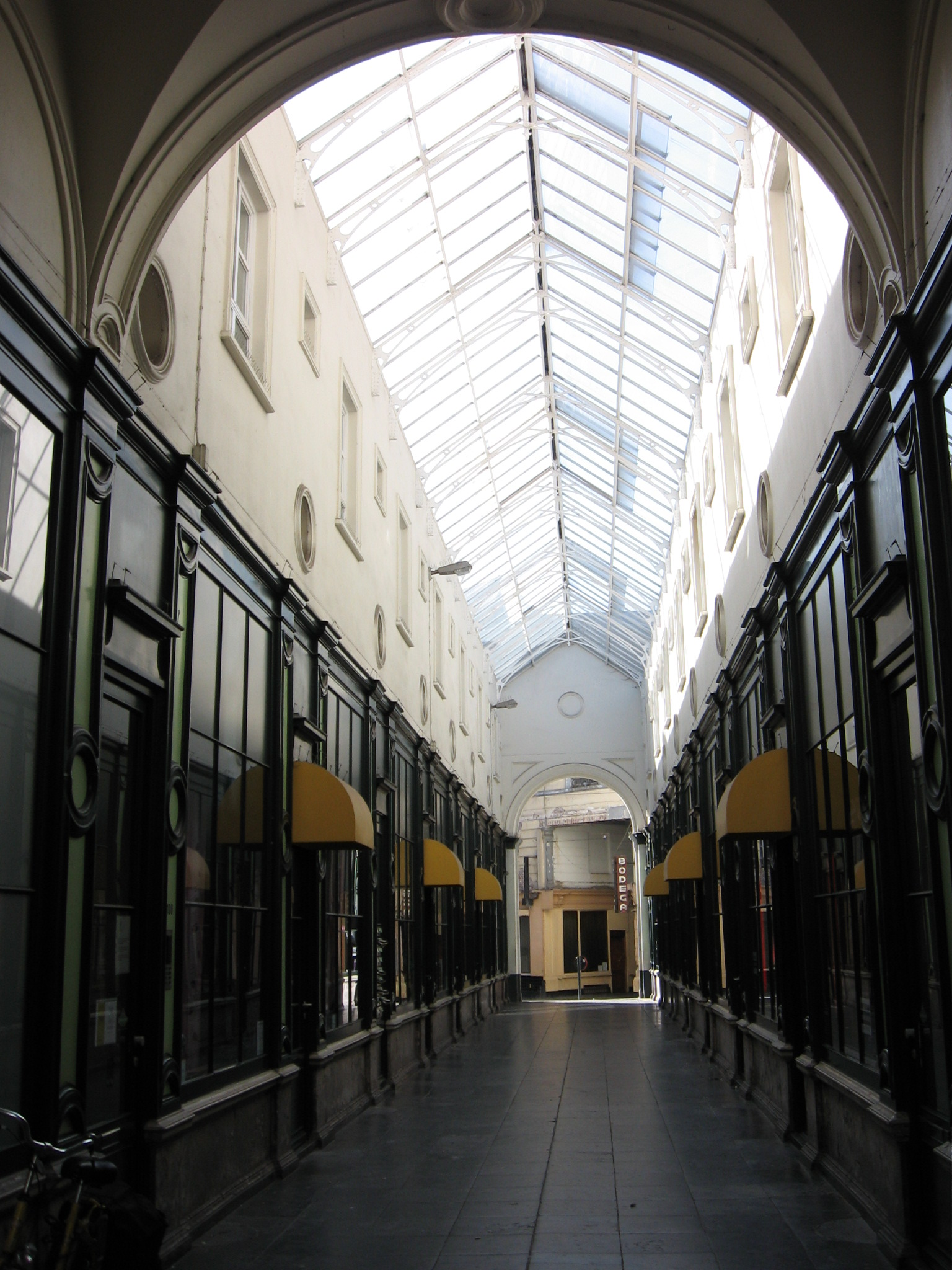
Glazen Straatje

Prostitutie in Gent speelt zich af op de volgende plaatsen:
- aan Gent-Zuid:
  - het Glazen Straatje (officieel: de Pieter Vanderdoncktdoorgang) tussen de Vlaanderenstraat en de Brabantdam: het gaat daar om raamprostitutie aan een historische passage met een glazen dak als beschermde bezienswaardigheid.
  - in de omliggende straten bevinden zich zeer verspreid, met andere woorden niet opvallend talrijk, bordeelprostitutie, raamprostitutie en een peepshow in meestal slecht onderhouden rijhuizen; in volgorde van activiteit van hoog naar laag: Schepenenvijverstraat, Belgradostraat en Kuiperskaai.
- aan het station Gent-Sint-Pieters: een beperkt aantal bars en massagesalons. Sint-Denijslaan, Ganzendries, Smidsestraat.

Er werken vrouwen van alle nationaliteiten ofwel voor pooiers of voor eigen rekening.
Tippelprostitutie wordt in Gent niet toegelaten.

## Geschiedenis
In 1830 waren er verspreid over Gent dertien geautoriseerde rendez-vous-huizen (bordelen). Hier werden de kamers per dag of per uur verhuurd. Een groot deel van de prostituees verkoos om in een stad te werken waarvan ze niet afkomstig waren. Velen kwamen van het platteland en kozen Gent als nieuwe woonplaats.

## Maatschappelijke relevantie
Het Glazen Straatje is de voornaamste prostitutiebuurt van Gent. Vanuit een stedenbouwkundig perspectief kan het Glazen Straatje worden opgevat als een heterotopie. Het is de ruimte binnen de stad waar de maatschappelijke normen, die in de andere stedelijke ruimte gerespecteerd worden, vervagen: het is een ruimte van transgressie. Zodoende functioneert het Glazen Straatje als een counter-site ten opzichte van de overige stedelijke ruimte. Dit begrip van ‘een ruimte van transgressie’ sluit nauw aan bij de opvattingen van de Vlaamse architect Wim Cuyvers over publieke ruimte. Het zijn plekken die ontsnappen aan de controle van het bestuur: publieke ruimte waar iedereen terechtkan. Het is een gemeenplaats in de oorspronkelijke betekenis van het woord (een gemeenschappelijke plaats). Dergelijke ruimtes acht Cuyvers noodzakelijk binnen een samenleving.
Om een einde te maken aan de misstanden heeft de stad Gent in 2015 een regelgevend kader ingevoerd. Het is niet meer mogelijk om een raamprostitutiepand te uitbaten zonder een geschiktheidsverklaring.
De politie controleert regelmatig in de buurt, met name in het weekend, om de overlast voor bewoners zoveel mogelijk te beperken.